# Parque Nacional do Promontório de Wilsons
O Parque Nacional do Promontório de Wilsons, conhecido como Wilsons Prom ou The Prom, é um parque nacional na região de Gippsland, em Vitória, na Austrália, localizado a aproximadamente 157 quilômetros a sudeste de Melbourne.